# Утен, Пьер
Пьер Утен (фр. Pierre Outin; 1840[…], Мулен — июнь 1899, Париж) — французский художник.

## Биография
Родился в 1840 году в Мулене в семье портного. В дальнейшем переехал в Париж, где учился живописи в Высшей школе изящных искусств в мастерской Александра Кабанеля.
Дебютировал на ежегодном Парижском салоне в 1868 году и в дальнейшем выставлялся регулярно. В 1883 году получил медаль Салона 3-й степени за картину «Эмигрант времён Французской революции», а в 1889 году — медаль 2-й степени за картину «Эпизод битвы при Кибероне».
Интерес сына портного к роялистам (монархистам), сражавшимся против республиканцев во времена Великой французской революции не был случаен: с 1879 года он был женат на Клеманс Д’Эрвильи. Клеманс была не только племянницей Эрнеста Д’Эрвильи, известного писателя, автора «Приключений доисторического мальчика», но и «столбовой» дворянкой, чей предок, граф Луи Шарль Д’Эрвильи возглавлял высадку эмигрантов на Кибероне.
Кроме картин, изображавших эмигрантов и вандейских повстанцев, Утен писал также жанровые сцены, причём как на современные ему сюжеты, так и, опять же, из жизни аристократов XVIII столетия. Создавал он и модные в то время ориентальные сцены, изображавшие эпизоды повседневной жизни стран Востока (в первую очередь французского Магриба), «женские головки» (портреты молодых красивых женщин-натурщиц, чьё позирование художнику оплачивалось, а имена не указывались), а также «подписные» портреты богатых заказчиков.
Скончался художник в 1899 году в Париже в собственном доме и был похоронен на кладбище Пер-Лашез.

## Галерея
- Эпизод битвы при Кибероне, (медаль 2-й степени Парижского салона за 1889 год)
- Фрагмент той же картины, предположительно изображающий смертельно раненого графа Д’Эрвильи — предка супруги автора картины
- Конфеты (жанровая сцена на современный художнику сюжет: горничная пробует дорогие конфеты в отсутствие хозяев)
- Променад (красивая девушка на берегу реки)
- Катание на лодке (жанровая сцена из жизни дворянства XVIII столетия)
- Сцена в гареме
- Продавец (посыльный). Восточная сцена